# Весёлый (Шпаковский район)
Весёлый — хутор в Шпаковском муниципальном округе Ставропольского края России.

## География
Расположен в западной части Ставропольского края, в пределах Ставропольской возвышенности. Средняя высота над уровнем моря: 394 метра.
Расстояние до краевого центра: 32 км. Расстояние до районного центра: 40 км. Ближайшие населённые пункты: хутора Калюжный, Липовчанский, Стародворцовский.
В окрестностях Весёлого берёт начало балка Свистунова:46. В 2 км южнее хутора возвышается гора Столовая (500 м н.у.м.).
За пределами хутора находится общественное открытое кладбище.

## История
По информации старожилов, хутор образовался после установления советской власти в Ставропольской губернии:

Люди начали приезжать сюда в 1921 году <…>. Первыми приехали братья Иван и Николай Овчаренковы, Константин Николаевич Веткалов, Бобрышов. Построили шалаши, чтобы было где укрыться от непогоды… И зашумела, закипела вокруг работа. Прошло несколько месяцев и здесь организовалась артель…— Казакова Л. Мой хутор Веселый
На километровой карте Генштаба Красной армии 1941 года населённый пункт подписан как клх. им. Сталина.
Во время Великой Отечественной войны в августе 1942 года был оккупирован немецкими войсками. Освобождён 19 января 1943 года.
Весной 1954 года в хуторе началось радиовещание.
Решением исполкома Михайловского районного совета от 25 апреля 1959 года «населённый пункт, означенный на карте „Колхоз имени Сталина“, Темнолесского сельского Совета, переименован в посёлок имени Сталина».
В 1962 году указом Президиума Верховного Совета РСФСР хутор имени Сталина переименован в Весёлый.
В 1968 году постановлением Ставропольского крайисполкома № 1077 хутор Весёлый Шпаковского района признан «неперспективным». По сведениям администрации Темнолесского сельсовета, он был покинут местным населением.
Согласно данным на 1 января 1983 года, хутор по-прежнему входил в состав Темнолесского сельсовета:29. На карте Генштаба ВС СССР 1985 года издания для Весёлого указана численность населения около 90 человек.
В 1996—2020 гг. — в составе упразднённого Темнолесского сельсовета.

## Население
| 1989 | 2002 | 2010 | 2013 | 2014 | 2021 |
| ---- | ---- | ---- | ---- | ---- | ---- |
| 111  | ↘43  | ↗58  | →58  | →58  | ↘19  |

По данным переписи 2002 года, 67 % населения — кумыки.
По сведениям администрации Темнолесского сельсовета, численность населения хутора составляла: в 2014 году — 59 человек, в 2015-м — 63 человека, в 2016-м — 47 человек, в 2017-м — 42 человека, в 2018-м — 53 человека.